# Gallotia auaritae
Gallotia auaritae är en ödleart som beskrevs av Mateo, García-Márquez, López-Jurado och Barahona 2001. Gallotia auaritae ingår i släktet Gallotia och familjen lacertider. IUCN kategoriserar arten globalt som akut hotad. Inga underarter finns listade i Catalogue of Life. Arten dog ut under 1500-talet men blev hittad igen 2007.
Arten förekommer på La Palma som ingår i Kanarieöarna i Spanien. Honor lägger ägg.